# Finnischer Eishockeypokal
Der Finnische Eishockeypokal war der nationale Pokalwettbewerb in Finnland im Eishockey.

## Titelträger
| Jahr | Pokalsieger   | Finalgegner       | Ergebnis |
| ---- | ------------- | ----------------- | -------- |
| 1955 | TPS Turku     | Ilves             | 4:1      |
| 1956 | TPS Turku     | Tarmo Hämeenlinna | 7:1      |
| 1957 | Tappara       | Pallo-Veikot      | 8:0      |
| 1958 | Ilves         | SaiPa             | 3:2      |
| 1964 | Lukko         | Tappara           | 3:2      |
| 1965 | RU-38         | SaiPa             | 3:2      |
| 1966 | Lahden Reipas | Tappara           | 8:6      |
| 1967 | Ässät         | SaPKo             | 7:0      |
| 1968 | Koo-Vee       | SaPKo             | 10:2     |
| 1969 | Lukko         | Ilves             | 4:3      |
| 1970 | HJK Helsinki  | Jokerit           | 7:5      |
| 1971 | Ilves         | SaiPa             | 10:2     |